# Poglavnik

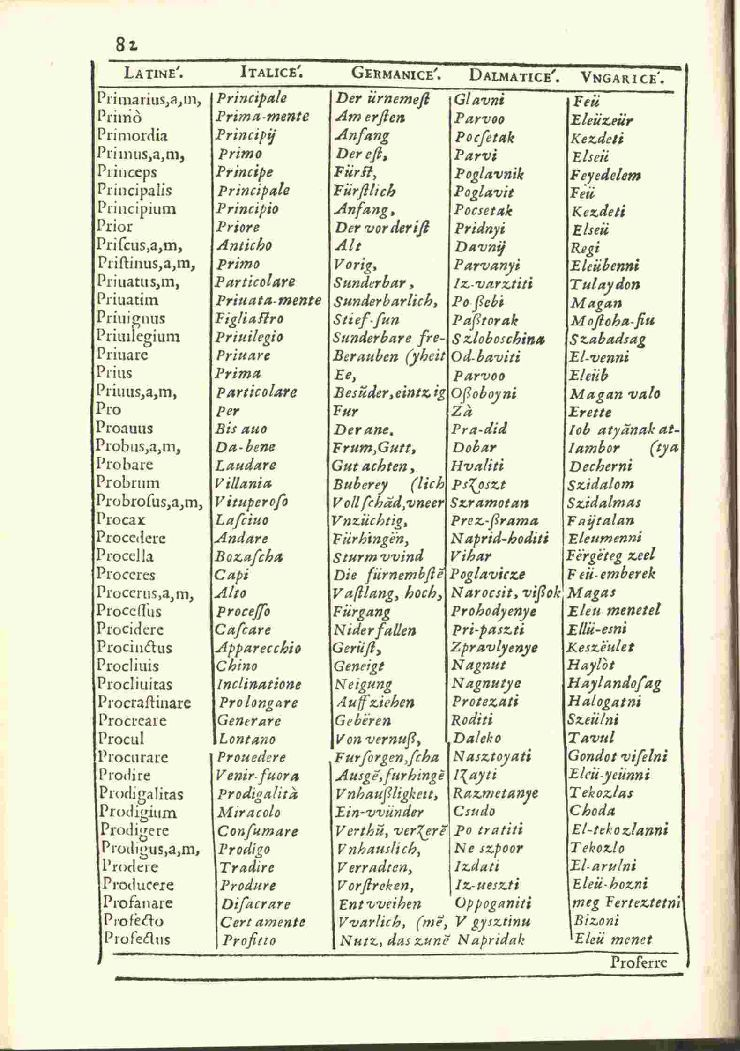
Fausto Veranzio (Faust Vrančić) Dictionarium quinque lingarum címmel 1595-ben kiadott szótára említi először a Poglavnik szót, mint "dalmát" (horvát) eredetű kifejezést. (A 4. hasáb felülről 5. bejegyzése.)

A poglavnik egy olyan cím volt, melyet a második világháború idején a horvát fasiszta mozgalom, az Ustaše és a Független Horvát Állam vezetője,  Ante Pavelić használt 1941. és 1945. között.

## Etimológiája és használata
A Vladimir Anić által összeállított Horvát nyelv szótára és a Horvát enciklopédikus szótár egyaránt azt állítja, hogy a szó eredete a "poglavit" melléknévig vezethető vissza. Ennek laza fordítása "az első, a legelöl álló" vagy "tiszteletre méltó, nemes". A szó két részből áll, az első rész a horvát melléknévi elöljárószó, a "po-", utótagja pedig a protoszláv "glava" (fej).
A fasiszta rendszer alatti elterjedtsége miatt ma már nem használják eredeti fej vagy vezér jelentésében, hanem szinte kizárólag Ante Pavelićre utalnak vele, és a második világháború után negatív visszhangja van.
Ehhez etimológiailag közel áll a horvátban ma is használt poglavica (jelentése "törzsfő") és a poglavar (jelentése államfő, legyen szó akár uralkodóról, akár választott személyről).

## Politikai szerep és megítélése
Ante Pavelić volt az első, aki elkezdte használni a "poglavnik" címet. Ez az Ustaše fasiszta mozgalom 1929-ben kelt alapító okirata szerint a fasiszta mozgalom vezetőjének a címe. A cím viselésének kezdetekor Olaszországban volt ő száműzetésben. A szervezet (melynek neve egyszerűen felkelőket jelent horvátul, de ezt a nevet a hozzá kapcsolódó konnotáció, másodlagos jelentés miatt ma szintén nem használják) mozgalomként jött létre. Fő célja egy független össznemzeti horvát állam megalakítása volt, melyet az akkori Jugoszláviában fegyveres konfliktus kirobbantásával akartak elérni.
Jugoszlávia 1941-es megszállása és a Független Horvát Állam (horvát nevének rövidítése után gyakran NDH-nak nevezett) nevű bábállam megalapítását követően Pavelić tovább használta ezt a címet, így a jelentése a legfelsőbb vezető lett. Ez alapján a poszt hasonlít a kor több vezetőjének – a náci Németországot vezető Adolf Hitler Führer és az ezt megelőzően Benito Mussolini által használt Duce nemzeti-politikai vezetőt jelentő címekkel. Ez az oka annak, hogy néhány fordításban a "poglavnik" megfelelőjeként a führer szót lehet megtalálni.
A cím azonban soha nem szerepelt az NDH alkotmányában és egyéb jogszabályaiban sem. 1941. május és 1943. október között Horvátország hivatalosan az olasz korona része volt, államfője pedig hivatalosan Aimone herceg volt. Így Ante Pavelić (és ennek következtében a "poglavnik" cím betöltője) de facto az ország miniszterelnöke volt. 
Miután Olaszország 1943. szeptemberben kilépett a második világháborúból, Pavelić lett Horvátország államfője, a miniszterelnöki feladatokat pedig Nikola Mandić látta el. Így 1943. szeptember és az állam hivatalos megszűnése, 1945. május 8. között a cím lényegében államfőt jelentett.
A pozíció valódi súlyától függetlenül Pavelić mindvégig korlátlanul hozhatott rendeleteket, és szabadon kinevezhette a kormány minisztereit. Az állam 1945-ös megszűnését követően sem hivatalosan, sem informálisan soha senki nem követelte, hogy ő lenne az éppen aktuális poglavnik. A háború után, mikor Pavelić száműzetésben élt, 1959-es madridi haláláig végig ez maradt a beceneve, és halála után is egybeforrt a pozíció és a személyisége.

## Fordítás
- Ez a szócikk részben vagy egészben  a   poglavnik című angol Wikipédia-szócikk fordításán alapul.  Az eredeti cikk szerkesztőit annak laptörténete sorolja fel. Ez a jelzés csupán a megfogalmazás eredetét és a szerzői jogokat jelzi, nem szolgál a cikkben szereplő információk forrásmegjelöléseként.